# 十和田市立北園小学校
十和田市立北園小学校（とわだしりつ きたぞのしょうがっこう）は、青森県十和田市西十一番町にある公立小学校。

## 概要
- 本校は、十和田市中心部にある学校である。

## 沿革
- 1951年（昭和26年）1月11日 - 三本木町議会は、本金崎地区に設置する事を議決[1]。
- 1952年（昭和27年）
  - 4月1日 - 三本木町は、第二小学校設置を認可。三本木町立第二小学校として開校。
  - 8月1日 - 三本木町立北園小学校と改称。
- 1953年（昭和28年）
  - 4月x日 - 第一期工事完了。
  - 4月6日 - 始業式挙行。当時の学区は、上金崎・七郷・八郷の各地区。
  - 5月1日 - 開校式挙行。
- 1954年（昭和29年）
  - 1月 - 第二期工事完了。
  - 4月 - 元町・八甲町の各地区を学区に編入。
  - 5月1日 - 校章制定。
  - 10月 - 八丁目以北を新学区に編入。
- 1955年（昭和30年）
  - 2月1日 - 三本木町の市制施行により、三本木市立北園小学校と改称。
  - 5月 - 第三期工事完了。
- 1956年（昭和31年）
  - 7月 - 体育館工事完了。
  - 8月5日 - 校歌制定。
  - 10月10日 - 市名変更により、十和田市立北園小学校と改称。
- 1989年（平成元年）3月 - 防音校舎第一期工事完了。
- 1990年（平成2年）3月 - 防音校舎第二期工事完了。
- 1991年（平成3年）3月 - 防音校舎第三期工事完了。
- 1992年（平成4年）10月18日 - 創立40周年記念と新校舎・講堂落成の両記念式典挙行[2]。

## 学区
- 稲生町（1番～12番）、東一番町、東二番町（1番・3番・4番・8番）、東十二町（1番～3番）、西一番町、西二番町、西十一番町、西十二番町、西十三番町（2番・4番・5番）、西二十一番町、西二十二番町、西二十三町（1番～3番・5番～8番・10番・18番～21番・25番～27番・30番～34番・37番～40番・44番～46番・51番～53番・55番～60番）

## 周辺
- 北園小学校なかよし会 - 同一敷地内
- 国道102号
- ツルハドラッグ十和田店
- 上十三地区家畜衛生推進協議会
- 十和田合同庁舎
- 十和田市立中央病院
- 十和田市役所（本館・別館）

## アクセス
- 十和田観光電鉄バス十和田市～十和田湖温泉郷～焼山線「北園小学校前」バス停下車後、徒歩約490m・約7分。

## 出身者
- 舞風昌宏 - 元大相撲力士